# Zophobas morio
Zophobas morio es una especie de escarabajo de la familia Tenebrionidae, cuyas larvas son conocidas comúnmente como gusano de la harina, gusano  rey, gusano morio o sencillamente zofobas.  Son comunes en la industria de las mascotas como alimento para reptiles y otras mascotas exóticas (roedores, aves y artrópodos), no debe ser confundido con los otros gusanos de la harina, los cuales son Tenebrio molitor pues si bien ambos pertenecen a la familia tenebridae hay diferencias morfológicas que se hacen obvias en la etapa adulta. Sin embargo la diferencia más notable es el tamaño, pues la larva de Zophobas morio alcanza los 6 centímetros de largo y uno de ancho, mientras que sus parientes no superan de los 4 cm de largo.
Las larvas alcanzan entre 5 a 6 cm en su tamaño máximo,  a diferencia de los tenebrios, los extremos de sus cuerpos son muy oscuros, casi negros. Tienen 6 patas pequeñas y dos rudimentarias pseudopatas. Una vez que completan el crecimiento, las larvas entran al estadio de pupa, y más tarde emergen como escarabajos cafés de 3 cm de largo, los cuales se  oscurecen tras unas horas hasta volverse completamente negros. Las larvas  no puparán mientras estén en un contenedor con otras larvas y mucha comida, en dónde reciben contacto físico constante (esto debido a su tendencia al canibalismo). Mantener las  larvas de este modo se hace con el propósito de obstaculizar la fase de pupa. Para que las larvas maduren en escarabajos deben ser mantenidas en aislamiento por un periodo de entre 7 a 10 días. Entonces, y una vez alcanzada la maduración, emergen de su pupa como escarabajos. 
Las larvas son bien recibidas por lagartos, tortugas, ranas, salamandras, pájaros, koi y otros animales insectívoros, así como hormigas y tarántulas mascota. Sus valores nutritivos son similares a aquellos del tenebrio, con la diferencia de un mayor contenido graso, así que posiblemente la suplementación con calcio es necesaria si  están utilizados como alimento principal. En algunos casos son preferidos sobre los tenebrios debido a su exoesqueleto más blando, haciéndoles más digestible a algunos reptiles. Las larvas carecen de aroma, pero los escarabajos poseen un defensa química penetrante que puede ser liberada cuando es amenazado, y son fácilmente cuidados, haciéndoles ideales para hacer un criadero en casa para alimentar una colección de insectívoros cautivos. En Brasil, los insectos en cautividad deben ser alimentados solo con alimento vivo. El perfil nutritivo del Zophobas morio es, "46.80% proteínas, 43.64% lípidos, 8.17% cenizas y 1.39% carbohidratos."

## Relación con humanos

### Como alimento vivo
Así como con los tenebrios, las larvas de Zophobas morio son ampliamente utilizados como alimento de especies exóticas.
Son relativamente altos en proteína y grasa, lo cual les hacen un alimento atractivo para reptiles cautivos, anfibios, peces, y pájaros. Puede permanecer sin comer durante un tiempo de entre 1-2 semanas lo cual hace su manutención factible para gran disponibilidad comercial alrededor del mundo. Aun así, algunos dueños de mascotas aconsejan mantenerles en temperaturas tibias pues, a diferencia del tenebrio, las zofobas no llevan a cabo el proceso de hibernación. Son también conocidos por morder cuándo son manipulados.

### Como agentes de eliminación de los residuos
En 2016,  alumnos del instituto Ateneo de Universidad de Manila descubrieron que las larvas de Zophobas morio pueden ser utilizadas en eliminación de residuos pues pueden alimentarse del hule espuma de poliestireno. El estudio comparó las larvas de Zophobas morio con las de la especie Tenebrio molitor , el cual fue utilizado anteriormente en un estudio de la universidad de Stanford sobre la degradación del poliestireno. El estudio encontró que en cantidades de peso iguales, las larvas de  Zophobas morio pueden consumir cantidades más grandes de poliestireno durante periodos más largos de tiempo.
En 2022 un grupo de científicos dirigidos por el microbiólogo Chris Rinke, de la Facultad de Química y Biociencias Moleculares de la Universidad de Queensland, Australia,  confirmaron que los gusanos pueden sobrevivir con una dieta única de poliestireno e incluso obtener energía al comerlo. Aunque los supergusanos criados a base de poliestireno completaron su ciclo de vida, convirtiéndose en pupas y luego en escarabajos adultos completamente desarrollados, las pruebas revelaron una pérdida de diversidad microbiana en sus intestinos y patógenos potenciales. A continuación, el equipo utilizó una técnica llamada metagenómica para analizar la comunidad intestinal microbiana y encontrar qué enzimas codificadas por genes participaron en la degradación del plástico de manera de crear métodos de reciclaje que imiten lo que hacen las larvas, que es primero triturar el plástico en sus bocas y luego digerirlo a través de enzimas bacterianas, buscado así evitar el uso de los gusanos.
Los productos de descomposición de esa reacción podrían luego alimentar a otros microbios para crear compuestos de alto valor, como bioplásticos. Rinke espera que esto se convierta en un "upcycling" económicamente viable, o sea, el proceso de reutilizar los desechos para crear algo de mayor valor, a diferencia del reciclaje, que supone destruir los desechos para crear algo nuevo.

## Galería

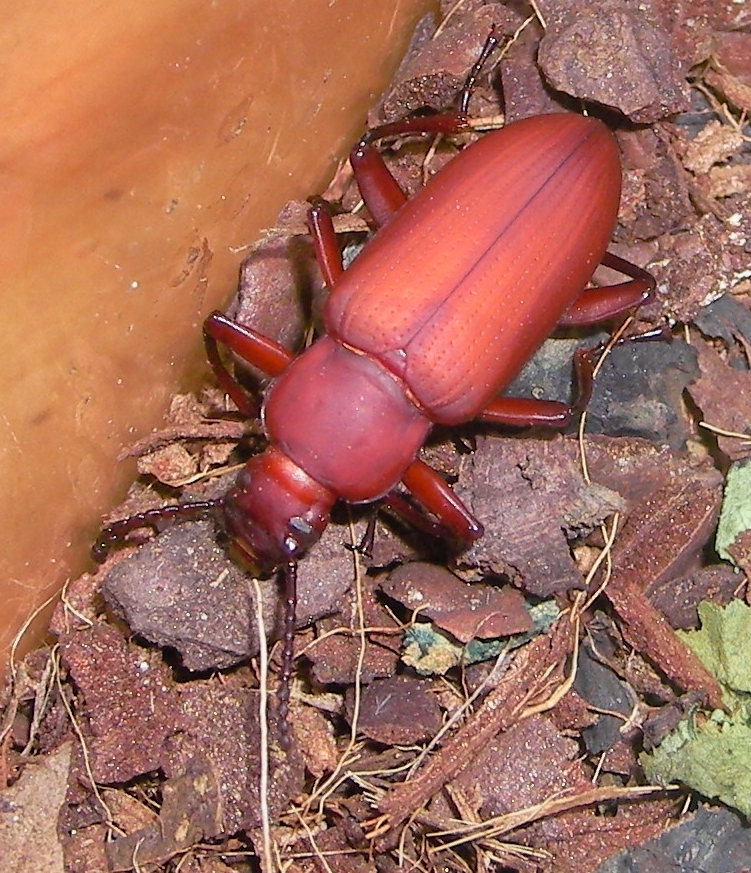
Adulto recientemente emergido
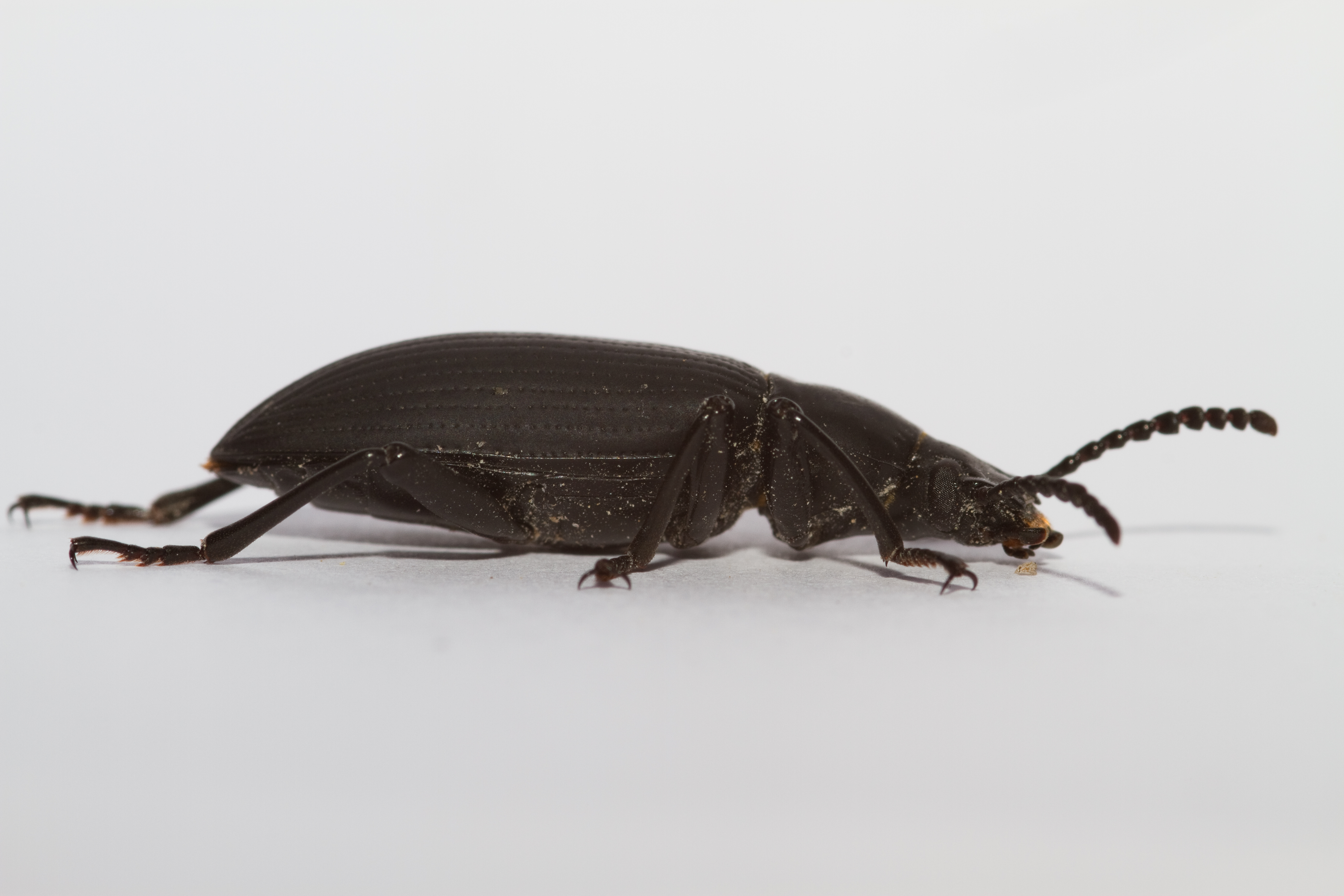
Escarabajo adulto
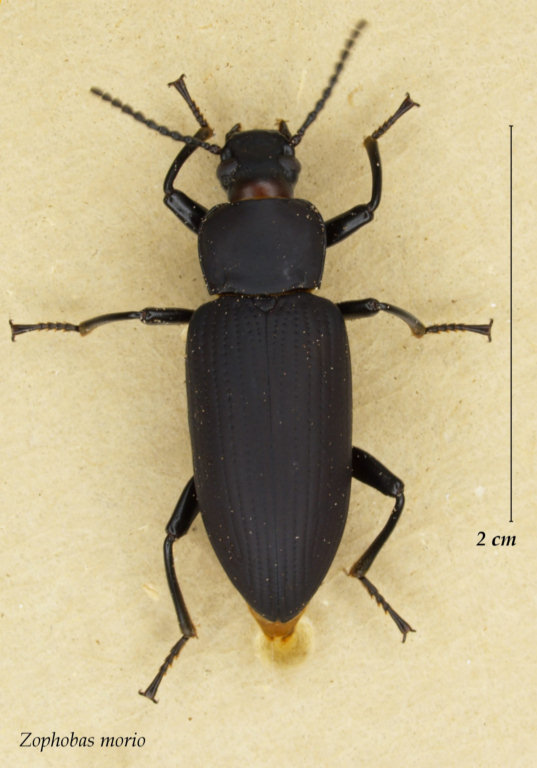
Espécimen adulto clavado